# THE YELLOW MONKEY LIVE BOX
THE YELLOW MONKEY LIVE BOXは、THE YELLOW MONKEYの10枚組ライブDVDボックス・セット。2004年12月8日にTRIAD/コロムビアミュージックエンタテインメントから発売された。

## 解説
これまでに発売したライブビデオグラムのうち「Life Time・SCREEN〜追憶の銀幕〜」から「SPRING TOUR」までを収録。2000年にDVDが再発されたものに関してはVHSではなくDVDの内容を収録。ビデオ・クリップ集『THE YELLOW MONKEY CLIP BOX』と同時発売。

## 収録曲

### DISC1
- Life Time・SCREEN〜追憶の銀幕〜

### DISC2
- Jaguar hard pain Live'94

### DISC3
- Cherry Blossom Revolution-Live at BUDOKAN-

### DISC4
- TRUE MIND TOUR'95-'96 FOR SEASON:in motion
  - LIVEのみ収録

### DISC5
- メカラ ウロコ・7

### DISC6
- BLUE FILM
  - 監督・高橋栄樹によるエフェクト映像（監督自身による再構成）が収録されている[1]。
  - 高橋栄樹「Blue Film」制作インタビュー

### DISC7
- RED TAPE
  - ライヴ・ドキュメント[1]。

### DISC8
- PUNCH DRUNKARD TOUR 1998/99 FINAL 3.10 横浜アリーナ

### DISC9
- SPRING TOUR

### BONUS DISC
1. LOVE IS ZOOPHILIA
2. Romantist Taste
3. DRASTIC HOLIDAY
4. 赤裸々GO!GO!GO!
5. 悲しきASIAN BOY
6. アバンギャルドで行こうよ
7. 4000粒の恋の唄
8. Love Communication
9. MERRY X‘MAS
10. サイキックNo.9
11. I Love You Baby
12. A HENな飴玉
13. SPARK
14. 聖なる海とサンシャイン
15. SUCK OF LIFE
16. JAM

収録会場
1・1993年1月26日　日清パワーステーション
2 - 8・1994年7月17日　日比谷野外音楽堂
9・1998年12月28日　日本武道館
10 - 16・2000年5月10日　横浜アリーナ